# Oddville Preservers
Oddville Preservers är en EP av Voice of a Generation, utgiven på CD och LP på den tyska etiketten I Used to Fuck People Like You in Prison Records 2001.

## Låtlista
1. "People Like You"
2. "Baseballbat"
3. "Stop!"
4. "Stateviolence / Statecontrol"
5. "Twentyfourseven"
6. "Get Some More"
7. "Untitled"

### Fotnoter
1. ↑  ”Oddville Preservers”. Discogs.com. http://www.discogs.com/Voice-Of-A-Generation-Oddville-Preservers/release/3329465. Läst 25 januari 2012.